# Eva Klenová
Eva Klenová, roz. Götzová (14. srpna 1924 Praha – 17. srpna 1998 Praha) byla česká herečka, překladatelka a spisovatelka.

## Rodina, studium
Narodila se v rodině dramaturga ND, literárního a divadelního kritika Františka Götze a spisovatelky Joži Götzové, dětství prožívala v divadelním prostředí. V roce 1943 absolvovala Drtinovo reformní reálné gymnázium v Praze. Herectví studovala u Růženy Naskové. Již během studií hostovala v pražském Národním divadle, v Jihočeském divadle v Českých Budějovicích a v Písku.
Ve své profesní kariéře vystupovala pod uměleckým jménem "Klenová".

## Divadelní angažmá
V letech 1941–1944 byla v angažmá resp. hostovala v divadle Uranie. Od roku 1945 až do roku 1990 byla sólistkou Činohry Národního divadla. Zde vytvořila role ve více než 120 inscenacích. V Národním divadle také příležitostně působila začátkem 60. let 20. století jako asistentka režiséra v opeře a činohře. V jejím překladu uvedlo Národní divadlo několik oper; sama napsala také libreto k opeře M. Krejčího Poslední hejtman (podle románu A. Jiráska Bratrstvo).

## Další činnosti
Věnovala se rovněž recitaci a překladům z a do ruského jazyka, z angličtiny, němčiny a francouzštiny. Vystupovala příležitostně ve filmu a v televizi. Často spolupracovala s Českým rozhlasem. V letech 1953–4 se věnovala také dabingu filmů. Od roku 1974 působila jako pedagog na Pražské konzervatoři, kde vyučovala hereckou výchovu.

## Rodina
Jejím prvním manželem byl herec Bedřich Kubala (pseudonym Jaroslav Klíma, Tomáš Krym), druhým manželem byl dirigent opery ND Zdeněk Chalabala.

## Ocenění
- Cena Ministerstva kultury SSSR (za překladatelskou činnost)
- 1966 titul Zasloužilá členka ND
- 1981 titul Zasloužilá umělkyně
- 1987 Cena Svazu českých dramatických umělců

## Divadelní role, výběr
- 1940 F. X. Svoboda, Božena Viková-Kunětická, Karel Horký: Jarní vody, Anežka (j. h.), Prozatímní divadlo, režie Jan Bor, Vojta Novák
- 1943 F. X. Svoboda: Na boušínské samotě, Barčinka (j. h.), Národní divadlo, režie Vojta Novák
- 1943 J. K. Tyl: Strakonický dudák, Zulika (j. h.) Národní divadlo, režie Jiří Frejka
- 1944 Lope Felix de Vega Carpio: Císařův mim, Pamela (j. h.), Prozatímní divadlo, režie Jiří Frejka
- 1945 Moliere: Misantrop, Elianta, Stavovské divadlo, režie Karel Dostal
- 1946 Josef Čapek, Karel Čapek: Ze života hmyzu, Kukla, Národní divadlo, režie Jindřich Honzl
- 1946, 1949 Moliere: Šibalství Skapinova, Zerbinetta, Stavovské divadlo, režie Jaroslav Průcha
- 1947 William Shakespeare: Jak se vám líbí, Celia, Stavovské divadlo, režie Karel Dostal
- 1948 A. N. Ostrovskij: Les, Aksinja Danilovna, Národní divadlo, režie Aleš Podhorský
- 1948 Lillian Hellmanová: Lištičky, Alexandra Giddensová, Stavovské divadlo, režie Alfréd Radok
- 1949 A. S. Puškin, Jaroslav Pokorný: Jevgenij Oněgin, Olga, Národní divadlo, režie František Salzer
- 1949 Edmond Rostand: Cyrano z Bergeracu, Sestra fortnýřka, Tylovo divadlo, režie František Salzer
- 1950 Moliere: Lakomec, Mariana, Tylovo divadlo, režie Antonín Dvořák, Jaroslav Průcha
- 1950 William Shakespeare: Zkrocení zlé ženy, Blanka, Tylovo divadlo, režie František Salzer
- 1951 N. V. Gogol: Ženitba, Duňaška, Tylovo divadlo, režie František Salzer
- 1951 Carlo Goldoni: Sluha dvou pánů, Smeraldina, Tylovo divadlo, režie Karel Dostal
- 1952 Alois Jirásek: Lucerna, Komorná, Národní divadlo, režie Ladislav Boháč
- 1952 J. K. Tyl: Tvrdohlavá žena a zamilovaný školní mládenec, Terezka, Tylovo divadlo, režie Jaroslav Průcha
- 1953 Jan Drda: Hrátky s čertem, Dišperanda, Národní divadlo, režie František Salzer
- 1954 Gabriela Zapolska: Morálka paní Dulské, Heša Dulská, Tylovo divadlo, režie Miloš Nedbal
- 1955 William Shakespeare: Benátský kupec, Jessika, Tylovo divadlo, režie František Salzer
- 1955 Hedda Zinnerová: Ďábelský kruh, Ingrid, Tylovo divadlo, režie Alfréd Radok
- 1958 G. B. Shaw: Živnost paní Warrenové, Vivie (j. h.), Divadlo satiry v Moskvě
- 1960 A. N. Arbuzov: Irkutská historie, Sestřička, Tylovo divadlo, režie Jaromír Pleskot
- 1963 William Shakespeare: Romeo a Julie, Paní Monteková, Národní divadlo, režie Otomar Krejča
- 1964 Josef Topol: Konec masopustu, Nemluvně, Tylovo divadlo, režie Otomar Krejča
- 1965 William Shakespeare: Sen noci svatojánské, Titanie, Národní divadlo, režie Václav Špidla
- 1965 Tennessee Williams: Tramvaj do stanice Touha, Ošetřovatelka, Tylovo divadlo, režie Vítězslav Vejražka
- 1966 J. K. Tyl: Cesta do Ameriky aneb Lesní panna, Paní Davisonová, Tylovo divadlo, režie Vítězslav Vejražka
- 1967 Josef Toman: Don Juan, Doňa Santuzza, Národní divadlo, režie Karel Jernek
- 1968 Alois Jirásek: Jan Roháč, První krásná paní, Tylovo divadlo, režie Václav Špidla
- 1969 William Shakespeare: Macbeth, První čarodějnice, Tylovo divadlo, režie Jaromír Pleskot
- 1970 Ladislav Stroupežnický: Naši furianti, Františka Bušková, Tylovo divadlo, režie Vítězslav Vejražka
- 1970 Jean Anouilh: Tomáš Becket, Královna, Tylovo divadlo, režie Václav Hudeček
- 1971 William Shakespeare: Jindřich V., Alice, Národní divadlo, režie Miroslav Macháček
- 1972 A. N. Ostrovskij: Bouře, Fekluša, Tylovo divadlo, režie Václav Hudeček
- 1973 Alois Jirásek: Vojnarka, Hospodská, Národní divadlo, režie Jaroslav Dudek
- 1974 J. K. Tyl: Tvrdohlavá žena a zamilovaný školní mládenec, Barbora Jahelková, Národní divadlo, režie Jan Kačer
- 1975 N. V. Gogol, Václav Hudeček, Jiří Lexa: Mrtvé duše, Anna Grigorjevna, Národní divadlo, režie Václav Hudeček
- 1976 Alois Jirásek: Lucerna, Bába, Národní divadlo, režie Josef Mixa
- 1978 Carlo Goldoni: Náměstíčko, Paní Pasqua Mazaná, Tylovo divadlo, režie Miroslav Macháček
- 1979 Ladislav Stroupežnický: Naši furianti, Terezka, Tylovo divadlo, režie Miroslav Macháček
- 1980 František Hrubín: Kráska a Zvíře, Stará měštka, Tylovo divadlo, režie Milan Fridrich
- 1980 Alois Mrštík, Vilém Mrštík: Maryša, Stařenka, Tylovo divadlo, režie Evžen Sokolovský
- 1981 F. M. Dostojevskij: Idiot, Kněžna Bělokonská, Tylovo divadlo, režie Zdeněk Kaloč
- 1982 Tennessee Wiliams: Kočka na rozpálené plechové střeše, Matka, Laterna magika, režie Ladislav Vymětal
- 1983 Alois Jirásek: Lucerna, Bába, Národní divadlo, režie František Laurin
- 1987 J. K. Tyl: Fidlovačka aneb Žádný hněv a žádná rvačka, Panna Cibulcini, Národní divadlo, režie Václav Hudeček
- 1989 A. N. Ostrovskij: Deník ničemy, Druhá příživnice, Nová scéna, režie Ivan Rajmont

## Filmografie, výběr
- 1944 U pěti veverek, Lída Mráčková, režie Miroslav Cikán
- 1945 Řeka čaruje, dívka na veselici, režie Václav Krška
- 1946 Pancho se žení, Pedrova milenka, režie Rudolf Hrušínský a František Salzer
- 1953 Jestřáb kontra Hrdlička, hraběnka Supovská, režie Vladimír Borský
- 1956 Nevěra, Evka Langová, režie K. M. Walló
- 1975 Když Praha povstala (TV film), režie Antonín Dvořák
- 1976 Muž na radnici (TV seriál), režie Evžen Sokolovský
- 1977 Rose Mary (TV film), režie Václav Hudeček
- 1981 Kdo chce kam... (TV film), režie Václav Hudeček
- 1981 Okres na severu (TV seriál), režie Evžen Sokolovský

## Rozhlas, výběr
- 1945 Louis McNeice: Alexandr Něvský, role: ?, režie Josef Bezdíček
- 1954 Moliére: Šibalství Scapinova, Zerbinetta, režie Oldřich Hoblík
- 1967 L. N. Tolstoj: Anna Kareninová, kněžna Mjahká, režie Jaromír Pleskot
- 1968 Helena Benešová: Šerloček, první neznámá paní, režie Jana Bezdíčková
- 1971 Ladislav Stroupežnický: Naši furianti, role: ?, režie Vítězslav Vejražka
- 1976 Alexandre Dumas: Dáma s kaméliemi, Prudence, režie Miloslav Jareš
- 1979 Federico García Lorca: Neprovdaná paní Rosita nebolo Mluva květů, matka starých panen, režie Alena Adamcová
- 1983 Bohumil Bezouška: Noví hrdinové okamžiku, Marie Laudová-Hořicová, režie Jiří Šrámek
- 1984 Bohumil Říha: Honzíkova cesta, režie Tomáš Vondrovic (čte Eva Klenová)

## Literární činnost
- 1944 Vyznání (sbírka veršů)
- 1945 Soudce...nikoliv mstitel (divadelní hra)
- 1945 Harlekýn Zero: Několik zpěvů (poezie)
- 1947 Tvé děti, Evropo….! (román)
- 1957 Hejtman Talafús (libreto opery)

## Překlady, výběr
- 1946 A. P. Čechov: Višňový sad (divadelní hra)[9]
- 1954 F. Grillparzer: Moře a láska (divadelní hra)
- 1957 L. B. Geraskinová: Rozdělený byt (divadelní hra)
- 1957 A. Fajko: Nevytvářej sobě modlu! (scény z moskevského života – divadelní hra)
- 1960 N. G. Žiganov: Musa Džalil (opera)
- 1962 V. J. Šebalin (volně podle W. Shakespeare): Zkrocení zlé ženy (opera)
- 1965 D. D. Šostakovič: Katěrina Izmajlova (opera)